# Dactylostylis walfishensis
Dactylostylis walfishensis är en kräftdjursart som först beskrevs av Menzies 1962.  Dactylostylis walfishensis ingår i släktet Dactylostylis och familjen Janirellidae. Inga underarter finns listade i Catalogue of Life.